# Ameren
Ameren Corporation, (NYSE: AEE), är ett amerikanskt holdingbolag inom energisektorn som har cirka 2,4 miljoner elektricitetskunder och cirka 900 000 naturgaskunder i delstaterna Illinois och Missouri. De producerar elektricitet via förnybara energikällor, kol, kärnkraft, naturgas, petroleum och vattenkraft.